# Diego Spotorno
Diego Horacio Spotorno Parra (Guayaquil, 13 de julio de 1975) es un actor y conductor de televisión ecuatoriano.

## Biografía

### Primeros años
Nació en Guayaquil, Ecuador el 13 de julio de 1975, con ascendencia paterna ítalo-argentina y materna libanesa.

### Carrera

#### 1990-2022
Comenzó en la televisión como conductor del programa Iguana legal del entonces canal SíTV. Luego pasó a formar parte de la conducción de Aló que tal América en Telesistema. En 1997 fue parte de Teleamazonas.

#### 2001-2008
En 2001 formó parte del equipo de TC Televisión en la serie cómica Solteros sin compromiso interpretando a "Juan Carlos Martínez Cucalón", adquiriendo mayor popularidad. Se ausentó en ciertas temporadas de la serie para formar parte de una telenovela peruana llamada Todo sobre Camila de Iguana Producciones con Venevisión Internacional, y Dr. Amor de Central Park en Argentina. Fue parte del elenco de la telenovela Cosa seria de TC Televisión.
Actuó para un largometraje llamado Nada Personal.
En 2008, se trasladó a Ecuavisa actuando en la telenovela El Secreto de Toño Palomino, también como conductor del programa En Contacto y en 2009 actuó en El exitoso Lcdo. Cardoso.

#### 2010-2014
En 2010 tuvo un papel protagónico en la telenovela La taxista.
En 2012, formó parte del reality show Ecuador Tiene Talento de la franquicia británica Got Talent como uno de los jueces del concurso. También estuvo de juez en la segunda temporada de 2013. En 2013, formó parte del elenco de NoveleaTv de Ecuavisa.

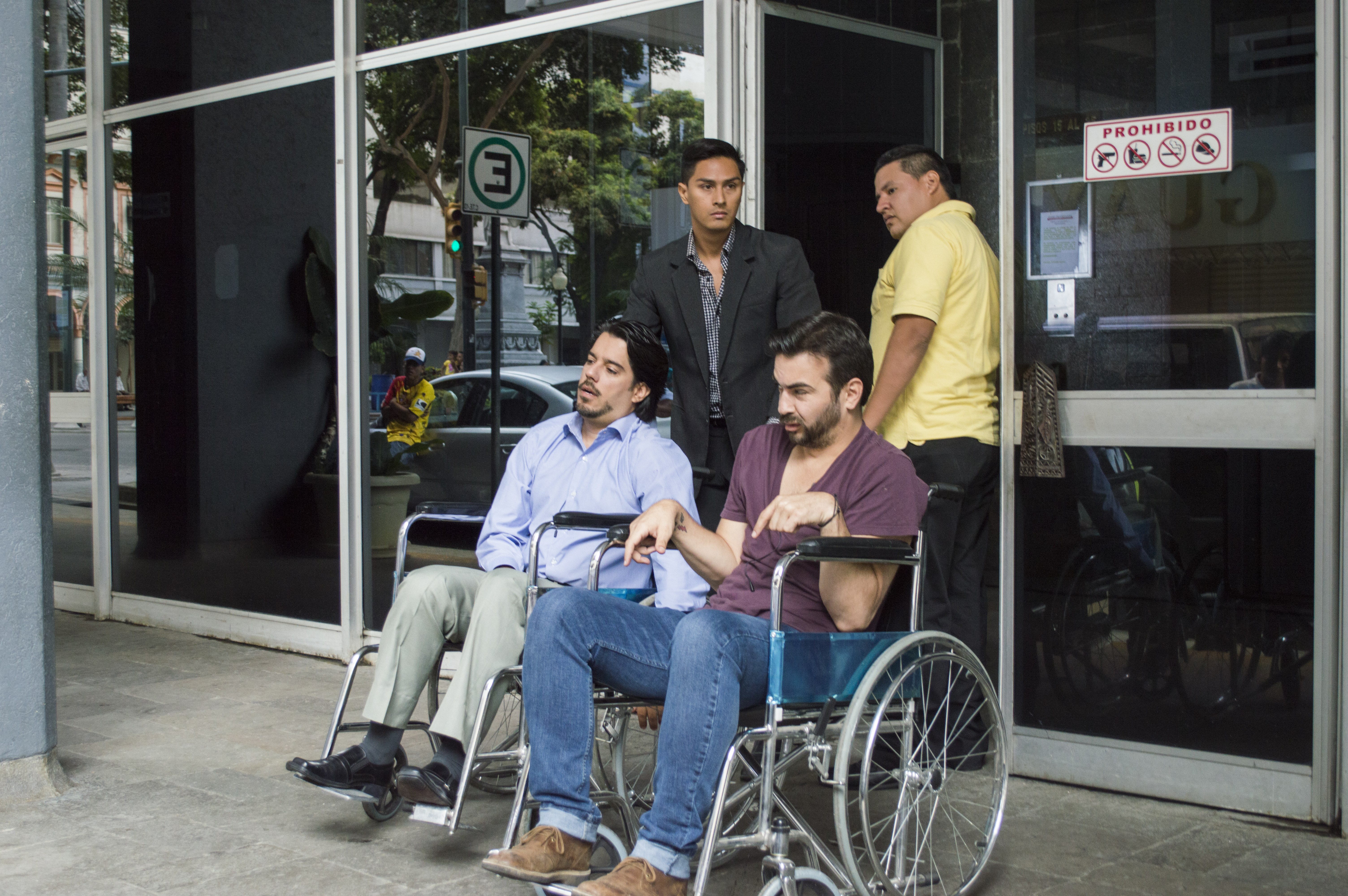
Andrés Pellacini (izquierda) y Diego Spotorno (derecha) en sillas de ruedas, interpretando a Fernando Rendón y Juan Carlos Martínez respectivamente, durante la grabación de un episodio de Solteros Sin Compromiso en 2014.

El 23 de enero de 2014, se unió nuevamente al elenco de Solteros sin compromiso, estrenando su octava temporada tras 7 años de haber finalizado la temporada anterior, en esta ocasión siendo transmitida para BrahmaTV, canal de YouTube. Lo conformó junto al elenco original como Andrés Pellacini, Érika Vélez, Tábata Gálvez, Alberto Cajamarca y Ricardo González.
El 31 de marzo del mismo año, formó parte de la serie cómica 3 Familias, de Ecuavisa, donde interpretó al esposo de la familia Plaza-Lagos, junto a la actriz Marcela Ruete como su esposa.

#### 2021-presente
Tras seis años de ausencia en la televisión, se une al elenco de la serie "Casi cuarentonas" bajo la dirección de Catrina Tala para TC Televisión. En el 2024 se reveló que forma parte del elenco de la nueva producción de Ecuavisa "Los García", compartiendo el rol protagónico junto con Cecilia Cascante. En 2025, regresa como conductor al matinal En contacto.

## Vida personal
Desde el 2014 mantiene una relación sentimental con la periodista Nathaly Toledo.

## Filmografía

### Series y telenovelas
| Año                      | Título                      | Personaje                    |
| ------------------------ | --------------------------- | ---------------------------- |
| 2024-2025                | Los García                  | Pepe Pancho García           |
| 2021                     | Casi Cuarentonas            | Marcos Acevedo               |
| 2014                     | 3 Familias                  | Jaime Andrés Plaza           |
| 2010                     | La taxista                  | Daniel "Didi" Herzog         |
| 2009                     | El exitoso Lcdo. Cardoso    | Tomás Andrade                |
| 2008                     | El Secreto de Toño Palomino | Paul Izurieta                |
| 2006                     | Cosa Seria                  | Guillermo "Guillo" Pesantes  |
| 2003                     | Dr. Amor                    | Marcelo Vera                 |
| 2002-2003                | Todo sobre Camila           | Reparto                      |
| 2001-2007 2014-2017 2022 | Solteros sin compromiso     | Juan Carlos Martínez Cucalón |

### Programas
| Año                     | Programa              | Rol       |
| ----------------------- | --------------------- | --------- |
| 2021-2022               | Huevos Fritos         | Conductor |
| 2012-2013               | Ecuador Tiene Talento | Jurado    |
| 2010-2014 2025-presente | En Contacto           | Conductor |
| 1997                    | Tour 97               | Conductor |
| 199?-199?               | Aló que tal América   | Conductor |
| 1995                    | Iguana Legal          | Conductor |